# École nationale de l'aviation civile
École nationale de l'aviation civile je svjetski poznato francusko zrakoplovno sveučilište u Toulouseu. Od 1. siječnja 2011, to je najveća europska agencija za zrakoplovnu školu.
Škola je dio France AEROTECH.

## Vanjske poveznice
|  | Zajednički poslužitelj ima još gradiva o temi École nationale de l'aviation civile |

- ENAC
- Fondation ENAC
- ENAC Alumni